# CMA CGM Benjamin Franklin
Pour les articles homonymes, voir Benjamin Franklin (homonymie).

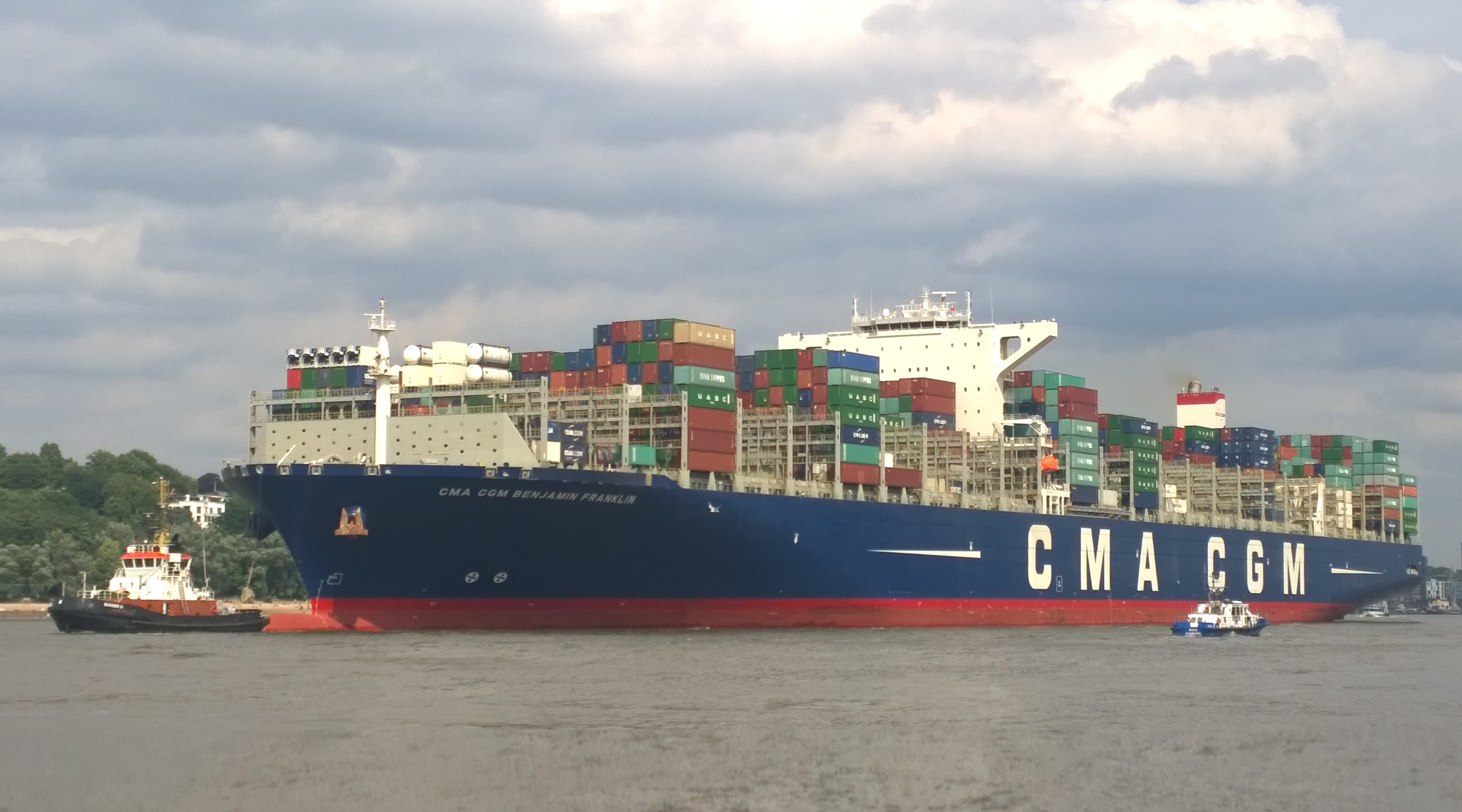
Porte-conteneurs CMA CGM Benjamin Franklin quitte le port de Hambourg en Juillet 2016

Le CMA CGM Benjamin Franklin est un navire porte-conteneurs de la compagnie française CMA CGM, portant le nom d'un des pères fondateurs des États-Unis, le polymathe Benjamin Franklin. Il fait partie des plus grands porte-conteneurs du monde avec 17 859 EVP
.
Construit par Shanghai Jiangnan Changxing Heavy Industry (SCH)
 et livré en décembre 2015, il est le dernier d'une série de six navires de 18 000 EVP à rejoindre la flotte de CMA CGM en 2015, le troisième commandé à SCH.
Il effectue son voyage inaugural sur le Yangtse Service, route reliant la Chine aux ports de la côte Ouest des États-Unis.
À la suite du Brexit, il navigue sous pavillon de Malte. 

## Mise en service
Devant initialement rejoindre ses jumeaux, les CMA CGM Vasco de Gama et CMA CGM Zheng He, sur la French Asia Line (FAL 1, route maritime reliant l'Asie de l'Est à l'Europe du Nord), le CMA CGM Benjamin Franklin est finalement affecté sur une autre ligne de CMA CGM, le Yangtse Service. Cette ligne maritime relie en boucle Shanghai et Ningbo en Chine puis Busan en Corée à Los Angeles et Oakland en Californie avec un cycle de 41 jours.
Parti de Busan le 15 décembre 2015, le CMA CGM Benjamin Franklin a atteint le port de Los Angeles une dizaine de jours plus tard, le 26 décembre au matin. Après sa traversée de l'océan Pacifique, il est devenu le plus grand porte-conteneurs à avoir navigué dans les eaux nord-américaines et à escaler dans un port américain.

## Porte-conteneurs de18 000EVPde la CMA CGM

### Navires de17 722EVP, longueur398m
Construits en Corée par Samsung Heavy Industries, et possédés en propre par la CMA CGM:
- CMA CGM Kerguelen, faisant référence au navigateur français Yves Joseph de Kerguelen de Trémarec,
- CMA CGM Georg Forster, portant le nom du naturaliste allemand Georg Forster,
- CMA CGM Bougainville, nommé en hommage à Louis-Antoine de Bougainville.

### Navires de17 859EVP, longueur399,2m
Construits en Chine par Shanghai Jiangnan Changxing Heavy Industry une filiale
 de China State Shipbuilding Corporation (CSSC)
, financés par un crédit-bail, et appartenant à CSSC Shipping, autre filiale de CSSC:
- CMA CGM Vasco de Gama, qui porte le nom du navigateur portugais Vasco de Gama,
- CMA CGM Zheng He, nommé en l'honneur de l'explorateur chinois Zheng He,
- CMA CGM Benjamin Franklin.